# Константин Рокосовски
Маршал Константин (Конста̀нти) Рокосо̀вски (на руски: Константѝн Ксавѐрьевич (Константѝнович) Рокоссо̀вский; на полски: Konstanty Rokossowski) е съветски и полски военачалник и политик – вицепремиер (1952 – 1956) и министър на отбраната (1949 – 1956) на Полша, депутат и др.
Член на КПСС от март 1919 г. Кандидат-член на ЦК на КПСС от 1961 г. Член на Политбюро на Централния комитет на ПОРП (1950 – 1956). Депутат във Върховния съвет на СССР и в Сейма на Полша, член на ВЦИК на РСФСР (1936 – 1937).

## Произход
Роден е на 21 декември 1896 г. Родното място на Рокосовски не е уточнено – според много източници е роден във Варшава, докато други със същата увереност твърдят, че е роден в град Великие Луки (Псковска област, Северозападна Русия), а семейството се пренася във Варшава скоро след раждането му. Родът Рокосовски от 13 век принадлежи към полското гербово дворянство (шляхта) и е дал много военни. Прадядо му поручик Юзеф Рокосовски в състава на Великата армия (1812 г.) взема участие в похода на Наполеон срещу Русия. Баща му Ксаверий Войчехович Рокосовски е железопътен инспектор в Русия, а майка му Атонида Овсянникова е учителка (православна, беларуска дворянка). Останал сирак на 14-годишна възраст, Константин преживява, благодарение на роднините на баща си, а след смъртта на чичо си работи във фабрика за чорапи и известно време – като чирак каменоделец в работилницата на роднина. Доста по-късно правителството на Полската народна република използва този факт за пропаганда, твърдейки, че Рокосовски като каменоделец е участвал в построяването на Понятовския мост във Варшава. По някое време Константин, който е кръстен православно при раждането си решава да русифицира името си, като промени презимето си от Ксавериевич на Константинович.

## Ранна кариера
След избухването на Първата световна война през 1914 г. Рокосовски се записва като кавалерист в Каргополския драгунски полк на руската армия. Само след няколко дни служба е награден пред строя с Георгиевски кръст „За храброст“ IV степен. За 3 години служба достига до чин унтерофицер и е награден с 3 Георгиевски кръста – IV, III и II степен.
През октомври 1917 г. се записва в редовете на Червената армия. През 1919 г. постъпва в Болшевишката партия. По време на Гражданската война в Русия командва последователно ескадрон, отделен дивизион, отделен кавалерийски полк. Младият командир се отличава с мъжество и безстрашие: по време на кампаниите срещу белогвардейците на Колчак на 2 пъти получава най-високото отличие на Съветска Русия – ордена „Червено знаме“. В същото време, въпреки отличните характеристики, придвижването му нагоре в йерархията е затруднено от полския му дворянски произход.

## Между световните войни
След Гражданската война Рокосовски учи във Военната академия „Фрунзе“ и достига до висше офицерско кавалерийско звание. През 1923 г. се жени за Юлия Петровна Бармина, дъщеря на търговец, учителка по френски език и 2 години след това се ражда дъщеря му Ариадна. От 1926 до 1928 г. служи като военен инструктор в Монголия. На следващата година съветското правителство подписва Хабаровския протокол с Китай и Рокосовски е назначен в състава на част със специално предназначение, охраняваща Китайско-източната железопътна линия до нейната продажба на Япония през 1935 г. През 1936 г. вече е командир на кавалерийски корпус.
По време на службата си в Далечния изток Рокосовски е сред първите, които осъзнават мощта на бронетанковите сили. Той защитава идеята за създаването на силни бронетанкови части в Червената армия. Това го довежда до конфликт с много от старите командири, който фаворизират ролята на кавалерията в маневрената война.
През 1937 г., в хода на Голямата чистка на Сталин Рокосовски е арестуван по скалъпено обвинение за връзки с японското и полското разузнаване. Разпитите включват зверски изтезания (изтръгнати нокти, 9 избити зъба, 3 счупени ребра), както и 2 фалшиви разстрела в прочутия затвор „Кресты“ в Ленинград. Въпреки всичко запазва висок дух, не прави самопризнания и отрича обвиненията. Освободен е без обяснение през март 1940 г., след ареста на шефа на НКВД Ежов със съдействието на бившия си командир маршал Семьон Тимошенко, заменил Ворошилов като нарком на отбраната – поради острата липса на квалифицирани военни кадри довел до ред провали в Съветско-финландския военен конфликт и плановете за преподготовка на Червената армия с оглед започнатата вече от Хитлер война. След разговор със Сталин е реабилитиран с ранг командир на корпус в Червената армия. С въвеждането през същата година на генералските звания в армията му е присвоен чин генерал-майор. Рокосовски преминава от кавалерията в механизираните войски и е назначен в Киевския военен окръг.

## Втора световна война

### Битката при Москва
Началото на войната заварва генерал-майора като командващ 9-и механизиран корпус. Въпреки че е недоокомплектован с танкове и транспортни средства, корпусът води активна отбрана през юни и юли 1941 г., контраатакува противника и отстъпва само по заповед. В най-тежките дни на август Рокосовски е назначен за командир на оперативна група, която има за задача да действа на стика между 16-а и 20-а армии на Западния фронт. Дадени са му няколко офицери, радиостанция и 2 автомобила. Останалото е длъжен да си намери сам: да спира и подчинява подразделенията и частите, които среща по пътя Москва – Ярцево. По-късно групата на Рокосовски е слята с понеслата тежки загуби 16-а армия, а генералът поема нейното командване. Тя получава задача да прикрива волоколамското направление към Москва. Там е възникнала особено трагична ситуация – няма съветски войски, пътят към столицата е открит, а голяма част от 16-а армия е или преподчинена, или е в обкръжение. Рокосовски използва частите, както може, и прикрива направлението. Под негово разпореждане постъпват сборния курсантски полк от военното училище „Върховен съвет на РСФСР“ (командир полковник Младенцев), 316-а стрелкова дивизия на генерал Панфилов и 3-ти кавалерийски корпус на генерал Доватор. Така около Москва е възстановена непрекъснатата линия на отбраната и през зимата на 1941 – 1942 г. се завързват упорити боеве.
Рокосовски има ключова роля в Битката при Москва. Той е командващ 16 армия на Западния фронт под ръководството на маршал Георгий Жуков. На 18 ноември Рокосовски иска да изтегли войските на по-изгодни позиции, но Жуков категорично отхвърля искането. Командващият армията се обръща директно към началника на Генералния щаб маршал Борис Шапошников, който след оглед на ситуацията нарежда незабавно изтегляне. Жуков реагира веднага – пренебрегва заповедта на по-висшия офицер и заповяда на Рокосовски да се върне на старите позиции. Вследствие тази акция командирската амбиция на Жуков е удовлетворена, но 16-а армия е сериозно отслабена, а германците завземат стратегически плацдарм на източния бряг на канала Москва-Волга в района на Яхрома. За битката при Москва Рокосовски е награден с орден „Ленин“. В началото на 1942 г. той е прехвърлен към Брянския фронт.

### Сталинградската битка
На 8 март Рокосовски е ранен от осколки от снаряд. Раната се оказва сериозна – засегнати са и вътрешни органи. Откаран е в московската болница за команден състав, където преминава лечение до 23 май. 3 дни след това пристига в Сухиничи и отново поема командването на 16-а армия, като заповядва това да се разгласи по всички радиостанции. Веднага след това немците минават в отстъпление и предават Сухиничи без бой за да избегнат обкръжението. Името на Рокосовски им е добре известно. През лятото на 1942 г. хитлеристите напредват стремително към Сталинград и на 30 септември генерал-лейтенант Рокосовски е назначен за главнокомандващ Сталинградския фронт. С негово участие е разработена операция „Уран“ за обкръжаване и унищожаване на вражеската групировка край града. На 19 ноември 1942 г. войските на няколко фронта започват провеждането на операцията, а на 23-ти затварят кръга около 6-а армия на маршал Паулус. Върховната ставка поверява на Рокосовски разгрома на обезкървения противник. Под негово ръководство на 31 януари 1943 г. съветските войски пленяват фелдмаршал Фридрих Паулус, който му предава личното си оръжие, 24 генерали, 2500 офицери и 90-хилядна армия. 3 дни преди това Рокосовски е награден с току-що учредения орден „Суворов“. Победата в битката при Сталинград е решителния обрат в хода на войната.

### Курската дъга
През февруари 1943 г. Рокосовски е назначен за главнокомандващ Централния фронт, който има важна роля в операциите през лятната кампания. От донесенията на разузнаването става ясно, че германците планират голямо настъпление в района на Курск. Командващите на някои фронтове предлагат да се развие успехът при Сталинград и да се проведе широкомащабна офанзива през лятото на 1943 г. Рокосовски е на друго мнение – смята, че за настъпление е нужно двойно, даже тройно превъзходство в силите, което липсва на съветските войски на това направление. За да се спре немската офанзива при Курск, е необходимо да се премине в отбрана. Необходимо е личният състав и бойната техника буквално да се укрият в земята.
Военачалникът се проявява като блестящ стратег и аналитик – въз основа на данните от разузнаването успява точно да определи участъка, на който хитлеристите ще нанесат главния удар, да създаде на този участък дълбоко ешелонирана отбрана и да съсредоточи там около половината от пехотата, 60% от артилерията и 70% от танковете. Новаторско решение също така е и артилерийската контраподготовка, проведена 3 часа преди началото на германското настъпление. Отбраната на Рокосовски се оказва толкова здрава и стабилна, че той успява да изпрати значителна част от резервите си на Ватутин, когато на южната страна на дъгата възниква опасност от пробив. Спряна е последната голяма германска офанзива на Източния фронт и съветските войски напредват стремително към Киев. Централният фронт е преименуван на Първи беларуски – отново под негово командване.
След битката при Курск Рокосовски е произведен в звание генерал-полковник, а след 3 месеца – в армейски генерал. Славата му се разнася по всички фронтове, става широко известен и на Запад като един от най-талантливите съветски военачалници. Рокосовски има огромна популярност и сред войниците, които го наричат „нашия Суворов“ и даже Сталин двукратно му се извинява за страданията в затвора.

### Операция „Багратион“
В пълна сила талантът му се проявява през лятото на 1944 г. в операцията по освобождението на Беларус с условно название „Багратион“. Планът е разработен от генерал Рокосовски и маршалите Василевски и Жуков. Стратегическата изненада в плана е предложението на Рокосовски да се нанесе удар по 2 главни направления, което осигурява обкръжаването на противниковите флангове на оперативна дълбочина и не дава възможност за маневри на германските резерви.
В известна случка, свързана с планирането на операцията, Рокосовски влиза в противоречие със самия Сталин, който в съответствие с дотогавашната съветска военна практика настоява за единичен пробив през германските линии. Генералът твърдо отстоява позицията си за 2 пробива. На 3 пъти е наредено на Рокосовски „да се върне и премисли“, но всеки път той се връща и дава същия отговор: „2 пробива, другарю Сталин, 2 пробива“. След третия път Сталин замълчава, приближава се до генерала и слага ръка на рамото му. Настъпва момент на напрежение, докато всички в стаята очакват еполетът на Рокосовски да бъде откъснат. Вместо това Сталин казва: „Твоята увереност говори за вярната ти преценка“ и дава заповед атаката да се извърши съгласно плана на Рокосовски.
На 22 юни 1944 г. съветските войски започват операция „Багратион“ – още през първия ден са унищожени 25 германски дивизии. На втория ден Сталин разбира, че решението на Рокосовски е гениално. На 29 юни генералът е произведен в звание маршал, а на 30 юли е награден с първата си „Златна звезда“ на „герой на Съветския съюз“. Към 11 юли са взети 105 хиляди пленници. Когато на Запад се усъмняват в количеството пленени в хода на операция „Багратион“, Сталин нарежда те да се преведат по улиците на Москва. От този момент той започва да нарича Рокосовски по име и презиме – чест, с която дотогава е удостоявал само маршал Шапошников.
След като разбиват германската група армии „Център“, силите на Рокосовски бързо достигат източния бряг на Висла. През август избухва Варшавското въстание, ръководено от Армия Крайова, подчиняваща се на полското правителство в изгнание в Лондон. Сталин нарежда на маршала да не оказва помощ на съпротивата. В историята са останали много интерпретации на личното мнение на Рокосовски, който обаче се подчинява на заповедта.

### В края на войната
През ноември за главнокомандващ на Първи беларуски фронт е назначен Жуков, а Рокосовски е прехвърлен във Втори беларуски фронт, имащ за задача да прикрива десния фланг на Жуков. Маршал Рокосовски провежда редица блестящи операции, в които е разгромена силната померанска групировка на противника. Умело маневрирайки с малобройните си танкови и механизирани съединения, фронтът достига устието на Одер в Северна Полша. В края на април войските на 2-ри беларуски фронт се свързват с британските сили на генерал Бърнард Монтгомъри в Северна Германия, докато маршалите Жуков и Конев имат честта да превземат Берлин. На 24 юни 1945 г., по решение на Сталин, Рокосовски командва Парада на победата на Червения площад в Москва.

## След войната

### Дейност в Полша
Със завършека на Втората световна война Рокосовски остава в Полша като главнокомандващ съветските войски в страната (т.нар. Северна войскова група). През октомври 1949 г., с установяването на комунистическото управление, президентът Болеслав Берут се обръща с молба към Сталин за съгласие за назначаването на Рокосовски като министър на отбраната на Полша. Заедно с това му е дадено и званието маршал на Полската народна република. С него остават няколко хиляди съветски офицери, назначени на длъжности в полските въоръжени сили или като военни съветници. Въпреки че по произход е от Полша, Рокосовски не е живял там близо 35 години и повечето поляци го смятат за съветски емисар, още повече, че говори лошо полски и дори понякога нарежда на войниците да се обръщат към него на руски. Както самият маршал горчиво описва: „В Русия казват, че съм поляк, а в Полша ме наричат руснак.“
През 1952 г. е назначен за заместник-председател на Министерския съвет на Полша, става и член на Политбюро на Централния комитет на Полската обединена работническа партия. Рокосовски работи по реорганизацията на полските въоръжени сили, по повишаването на нейната отбранителна способност и боеготовност според съвременните изисквания. Взима участие в потискането на полското движение за независимост, сталинизирането и съветизирането на Полша, включително на въоръжените сили. Като главнокомандващ Рокосовски използва разни методи за потушаване на антисъветската активност. Сред най-прословутите са т.нар. „трудови батальони“ във войската, в които са привиквани всички годни мъже, обявени за „социално или политически несигурни“, или които имат семейства на Запад. Изчислено е, че около 200 хиляди мъже са принудени да работят при непосилни условия в трудови лагери, често в каменоломни, въглищни или уранови мини. Над 1000 души умират в първите си дни, десетки хиляди са осакатени. Сред репресираните групи са също воините от армията на предвоенна Полша и от Армия Крайова.
След смъртта на Сталин (5 март 1953) и на полския президент Берут (12 март 1956) в Полша на власт се опитват да дойдат реформатори начело с Владислав Гомулка. На места избухват протести, като най-значими са в Познан през лятото на 1956 г. Рокосовски одобрява изпращането на армията срещу протестиращите. В резултат на излизането на над 10 000-на войска и 350 танка по улиците на Познан, загиват най-малко 74 цивилни. Маршалът отпътува за Москва в опит да убеди Никита Хрушчов да използва сила срещу полската държава, но след като Гомулка води успешни преговори със съветското правителство, Рокосовски е освободен от всички заемани от него постове и напуска Полша.
Константин Рокосовски е единственият съветски военачалник, който искрено плаче на погребението на Йосиф Сталин.

### Завръщане в СССР
След завръщането му на Рокосовски са възстановени всички съветски звания и награди. От ноември 1956 г. до януари 1958 г. е последователно заместник-министър на отбраната на СССР, главен инспектор на Министерството на отбраната и главнокомандващ на Закавказкия военен окръг. От януари 1958 г. до април 1962 г. е заместник-министър на отбраната и главен инспектор едновременно. През април Рокосовски отказва на Хрушчов да напише „очерняща и гнусна“ статия против Сталин и още на следващия ден е свален от длъжност. Близки до маршала (и най-вече несменяемият му адютант генерал-майор Кулчицки) обясняват отказа на Рокосовски не толкова с предаността му към Сталин, колкото с дълбокото му убеждение в това, че армията не бива да участва в политиката. До смъртта си на 3 август 1968 г. e главен инспектор на групата инспектори в Министерството на отбраната. Погребан е в некропола на Кремълската стена.

## Награди
- Орден „Победа“ (1945)
- 2 пъти Герой на Съветския съюз
- 7 ордена „Ленин“ (1936, 1942, 1944, 1945, 1946, 1956, 1966)
- Орден „Октомврийска революция“ (1968)
- 6 ордена „Червено знаме“ (1920, 1922, 1930, 1941, 1944, 1947)
- Орден „Суворов“ I степен (1943)
- Орден „Кутузов“ I степен (1943)
- Почетно оръжие със златно изображение на Държавния герб на СССР (1968)
- Полски орден „Строители на народна Полша“
- Полски орден „Виртути Милитари“ I степен със звезда
- Полски орден „Грюнвалдски кръст“ I степен
- Френски „Орден на Почетния легион“
- Френски „Военен кръст“
- Британски „Орден на банята“ II степен (рицар-командор)
- Монголски орден „Сухе Батор“
- Монголски „Орден на бойното червено знаме“
- Американски орден „Легион на честта“ степен главнокомандващ
- медали и др.